# Myrmarachne laeta
Myrmarachne laeta là một loài nhện trong họ Salticidae.
Loài này thuộc chi Myrmarachne. Myrmarachne laeta được Tord Tamerlan Teodor Thorell miêu tả năm 1887.